# Fino Mornasco
Fino Mornasco (lombardul: Fin Mornasch) település Olaszországban, Lombardia régióban, Como megyében. Lakosainak száma 9940 fő (2023. január 1.). Fino Mornasco Cadorago, Cassina Rizzardi, Cucciago, Guanzate, Vertemate con Minoprio, Casnate con Bernate és Luisago községekkel határos.

## Népesség
A település lakossága az elmúlt években az alábbi módon változott:
| Lakosok száma | 9860 | 9865 | 9940 |
|               | 2017 | 2018 | 2023 |